# Job for a Cowboy
Job for a Cowboy sono una band death metal formatasi a Glendale (Arizona) nel 2003. Nati come una band deathcore, già a partire dal primo album in studio Genesis hanno abbandonato tali sonorità virando verso il death metal, aumentando di disco in disco la componente tecnica all'interno del proprio sound.

## Storia del gruppo
I Job for a Cowboy si formano nel 2003 con Jonny Davy alla voce, Andrew Arcurio e Ravi Bhadriraju alla chitarra, Chad Staples al basso e Andy Rysdam alla batteria.
Dopo un demo del 2004 i JFAC hanno pubblicato il loro primo EP Doom nel 2005, che malgrado le recensioni contrastanti dei critici musicali, è riuscito a ottenere un certo successo di pubblico. All'inizio fu pubblicato dall'etichetta King of the Monster ma dopo poco la band firmò per la Metal Blade Records, loro attuale casa discografica, che ripubblicò l'EP nel 2006 con una bonus track. Subito dopo il cambio di etichetta Andrew Arcurio lasciò la band per essere sostituito da Bobby Thompson.

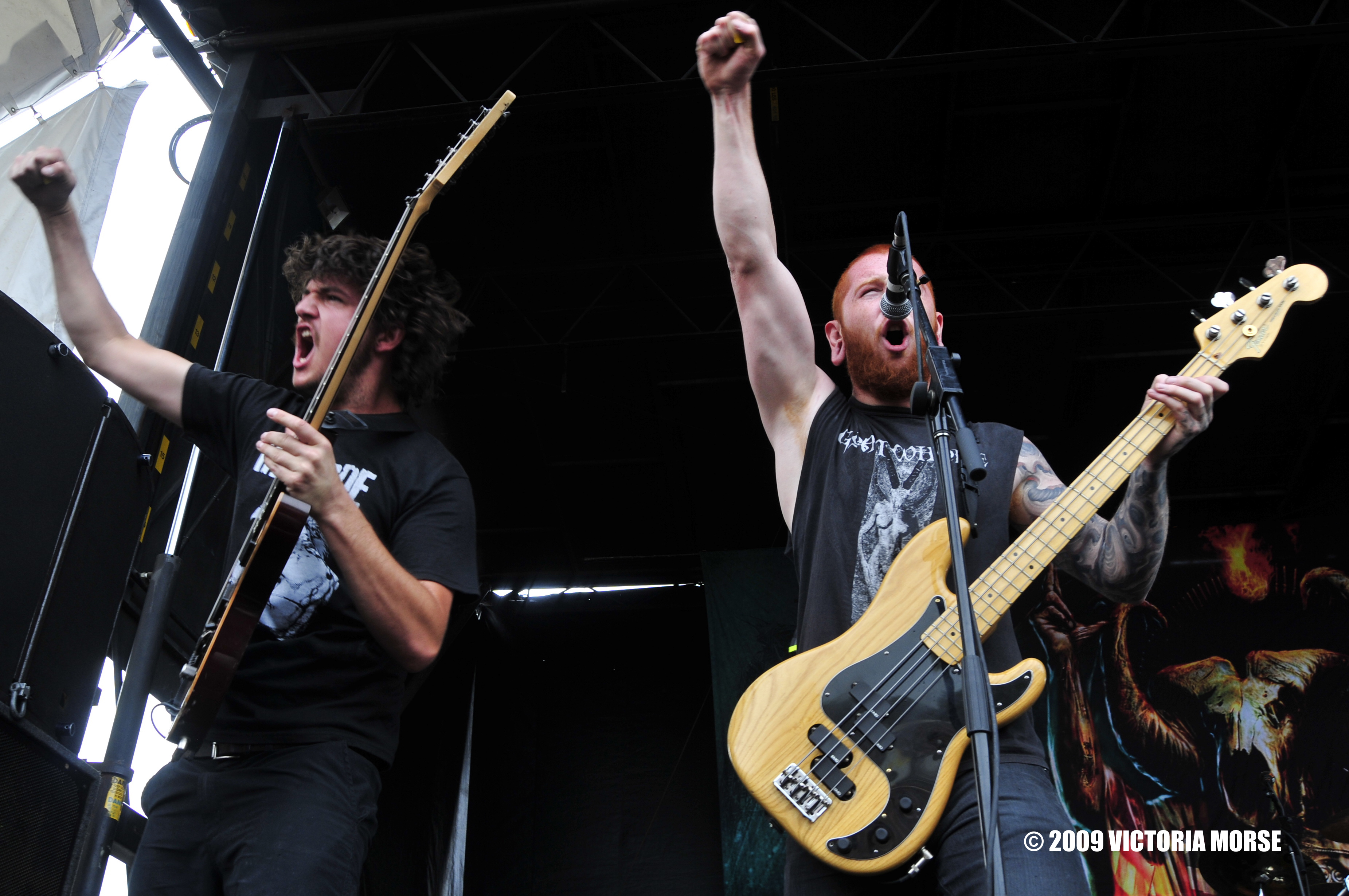
Ravi Bhadriraju e Brent Riggs

Elliot Sellers lasciò il gruppo subito dopo aver finito di scrivere l'album di debutto per la Metal Blade, Genesis, pubblicato il 15 maggio 2007, in cui la band passa definitivamente al death metal classico. Come sostituto di Sellers fu scelto Jon "The Chran" Rice.
Nel giugno 2007 il gruppo partecipa al Download 07 a Donington, Uk. A luglio suonano al Sounds of the Underground 2007 con Chimaira, Shadows Fall, GWAR, Amon Amarth, Darkest Hour, The Acacia Strain, The Devil Wears Prada, Goatwhore, Every Time I Die, Heavy Heavy Low Low, e The Number Twelve Looks Like You. Tra l'ottobre ed il novembre i JFAC sono co-headliner al Radio Rebellion Tour 2007 insieme a Behemoth, Gojira, e Beneath the Massacre. Nel 2008 i JFAC partecipano al Gigantour in Nord-America insieme a Megadeth, Children of Bodom, In Flames e High on Fire. Lo stesso anno partecipano al Wacken Open Air e nuovamente al Download Festival. Alla fine di quell'anno il chitarrista Ravi Bhadriraju lascia il gruppo per frequentare medicina e viene sostituito dall'ex chitarrista dei canadesi Despised Icon Al Glassman.
Il 7 luglio 2009 viene pubblicato il secondo album del gruppo, Ruination. Quell'anno i JFAC partecipano al Mayhem Festival.
Nel 2011 la band inizia a lavorare su un nuovo EP. Appena prima di cominciare le registrazioni il bassista Brent Riggs ed il chitarrista Bobby Thompson lasciano il gruppo. I due vengono rimpiazzati da Nick Schendzielos dei Cephalic Carnage e Tony Sannicandro. L'EP dal titolo Gloom è uscito il 7 giugno 2011.
Il 10 aprile del 2012 esce il loro terzo album Demonocracy.
Il 21 ottobre del 2013, la band ha annunciato l'inizio delle registrazioni del loro quarto album. Otto giorni dopo tale annuncio, il batterista del gruppo, Jon "The Charn" Rice, lascia la band. Il 5 febbraio 2014 annuncia di aver aderito alla rock band Scorpion Child.
Il 22 gennaio 2016, è stato annunciato che il batterista Jon "The Charn" Rice era rientrato nella band per uno spettacolo singolo. La stabilità o temporaneità della sua permanenza non è ancora stata confermata.

## Formazione

### Formazione attuale
- Jonny Davy - voce (2003–presente)
- Al Glassman - chitarra (2008–presente)
- Tony Sannicandro - chitarra (2011-presente)
- Nick Schendzielos - basso (2011-presente)

### Ex componenti
- Chad Staples - basso (2003-2004) apparso sul demo
- Andy Rysdam - batteria (2003-2004) apparso sul demo
- Andrew Arcurio - chitarra (2003–2006)
- Elliott Sellers - batteria (2004–2006)
- Ravi Bhadriraju - chitarra (2003–2008)
- Brent Riggs - basso (2004–2011)
- Bobby Thompson - chitarra (2006–2011)
- Jon "The Charn" Rice - batteria (2007-2013, 2016)

## Discografia

### Album in studio
- 2007 - Genesis
- 2009 - Ruination
- 2012 - Demonocracy
- 2014 - Sun Eater
- 2024 - Moon Healer

### EP
- 2005 - Doom
- 2011 - Gloom

### Demo
- 2004 - Job for a Cowboy

### Live
- 2010 - Live Ruination

### Singoli
- 2009 - Unfurling a Darkened Gospel
- 2011 - Misery Reformatory
- 2012 - Nourishment Through Bloodshed